# Молитва (песня)
«Моли́тва» (серб. кир. «Молитва», серб. лат. «Molitva») — третий сингл сербской поп-певицы Марии Шерифович. Был выпущен 27 июня 2007 года. Одноимённая песня с сингла принесла ей победу в международном конкурсе песни «Евровидение-2007».

## История
Песня «Молитва» была первой полностью неанглоязычной композицией, победившей на Евровидении, начиная с 1998 года.

## Другие версии
Песня «Молитва» была переведена и записана на три языка помимо сербского: русский, английский, финский. В русском варианте — «Молитва», в английском — «Destiny», в финском — «Rukoilen». Автор русского текста — Андрей Михеев.

## Список композиций
- «Молитва» (на сербском языке) — 3:03
- «Destiny» (на английском языке) — 3:04
- «Молитва» (на русском языке) — 3:01
- «Molitva» (Magnetic Club Reload Mix Serbian Version) — 4:26
- «Destiny» (Magnetic Club Reload Mix English Version) — 4:23
- «Molitva» (Magnetic Club Reload Mix Russian Version) — 4:25
- «Molitva» (Джован Радомир Remix) — 3:38
- «Rukoilen» (на финском языке) — 3:06
- «Молитва» (инструментальная) — 3:02

## Чарты
| Чарт (2007)           | Высшая позиция |
| --------------------- | -------------- |
| Swedish Singles Chart | 9              |
| Swiss Singles Chart   | 19             |
| UK Singles Chart      | 112            |